# Flaga Meklemburgii-Pomorza Przedniego
Flaga Meklemburgii-Pomorza Przedniego – flaga niemieckiego kraju związkowego Meklemburgia-Pomorze Przednie. 

## Opis
Flaga składa się z pięciu poziomych pasów o następujących kolorach i proporcjach: niebieski (ultramaryna), biały, żółty, biały i czerwony (cynober), w stosunku 4:3:1:3:4. Są kolory Pomorza (błękit i biel), Hanzy (biel i czerwień), poprzedniej flagi cywilnej (błękit, żółć i czerwień), oraz bandery handlowej kraju związkowego o tych samych barwach, co dawna cywilna.
Flaga urzędowa Meklemburgii-Pomorza Przedniego również składa się z pięciu pasów o tych samych kolorach i proporcjach. Jednak pas żółty jest na środku urwany, a w tej luce umieszczony jest czarny byk meklemburski ze złotą koroną, oraz czerwony gryf pomorski.
W obecnej formie uchwalona 9 stycznia 1991 roku. Proporcje 3:5.

## Flagi krain historycznych
Parlament Meklemburgii-Pomorzu Przednim, prócz wywieszania flagi samego kraju związkowego, musi wywieszać też flagę Meklemburgii oraz flagę Pomorza Przedniego, które nawiązują do barw tychże krain historycznych. Flaga Meklemburgii składa się z trzech równych poziomych pasów: niebieskiego (ultramaryna), żółtego i czerwonego (cynober), natomiast flaga Pomorza Przedniego składa się z dwóch równych poziomych pasów: niebieskiego i białego. Obie flagi mają proporcje 3:5.

Flaga Meklemburgii
Flaga Pomorza Przedniego